# Virilització
La virilització o masculinització és el desenvolupament biològic de les característiques masculines adultes en mascles o femelles joves. La majoria dels canvis de virilització són produïts per andrògens.
La virilització s'utilitza més habitualment en tres contextos mèdics i de biologia del sexe: la diferenciació sexual biològica prenatal, els canvis postnatals de la pubertat, típiques del cromosoma masculí (46, XY), i els efectes androgènics excessius en dones, típiques del cromosoma femení (46, XX). També és el resultat previst amb la teràpia de substitució d'andrògens en homes amb pubertat retardada i testosterona baixa.